# Ruses, Rhymes and Roughnecks
Ruses, Rhymes and Roughnecks er en amerikansk stumfilm fra 1915 af Hal Roach.

## Medvirkende
- Harold Lloyd som Luke
- Snub Pollard
- Gene Marsh
- Bebe Daniels
- Jack Spinks